# Конвой № 1
Конвой № 1 — японський конвой часів Другої світової війни, проведення якого відбувалось у грудні 1943-го.
Вихідним пунктом конвою була затока Кау на острові Хальмахера (північна частина Молуккського архіпелагу), який відігравав важливу роль у постачанні японських сил на заході Нової Гвінеї. Пунктом призначення став Манокварі (північно-східний кут півострова Чендравасіх), де ще у квітні 1942-го японці створили свою базу.
До складу конвою увійшли транспорти «Целебес-Мару», «Гамбург-Мару» та «Аден-Мару», що перевозили військовослужбовців першого ешелону 36-ї піхотної дивізії та ряду допоміжних частин 2-ї армії — 88-го евакуаційного загону, армійського польового складу пального (Field Motor Depot), чотирьох будівельних рот (36th Special Land Duty Construction Companie, 37th Special Land Duty Construction Companie, 72nd Construction Duty Companie, 73rd Construction Duty Companie), 27-го польового загону постачання та очистки води (27th Field Water Supply and Purification Department) та інших. Охорону забезпечував мінний загороджувач «Вакатака».
Конвой вийшов з порту 6 грудня 1943-го та під вечір 10 грудня досягнув Манокварі. Тут він швидко розвантажився і вранці 12 грудня рушив назад.
У підсумку конвой пройшов без втрат та 13 грудня прибув до затоки Кау.